# أرتورو بورخا
أرتورو بورخا(بالإسبانية:Arturo Borja Pérez)،(ولد في 13
13 نوفمبر 1892 – توفي في عام 1912)، هو شاعر إكوادوري يُعتبر أول شعراء الحداثة (الأدب باللغة الإسبانية) تفوقا. تأثر أرتورو بممثل الحداثة روبين داريو. نشر ديوانا شعريا يتألف من عشرين قصيدة تحت عنوان La Flauta.